# 午睡公主～不為人知的故事～
《午睡公主～不為人知的故事～》（ひるね姫 〜知らないワタシの物語〜）是2017年3月18日上映，是由神山健治執導的動畫電影。另有衍生作品《安雪與魔法的平板電腦〜另一個午睡公主〜》（エンシェンと魔法のタブレット 〜もうひとつのひるね姫〜）

## 故事大綱
岡山縣倉敷市兒島，瀨戶大橋旁的寧靜小鎮・下津井裡，住著一位與態度冷淡的父親桃太郎一起生活的女高中生森川心羽。她總是在午睡時，會一直重複夢見一個不可思議的夢。

## 登場人物

### 現實世界
森川心羽（もりかわ ここね）
声：高畑充希 (日本)；林美秀 (台灣)；王慧珠 (香港)
佐渡守男（さわたり もりお）
声：滿島真之介 (日本)；鍾少庭 (台灣)；黃尉斯 (香港)
渡邊一郎（わたなべ いちろう）
声：古田新太 (日本)；李香生 (台灣)；鄧肇基 (香港)
佐渡（さわたり）
声：高木涉(日本)；蔡宇軒 (台灣)；陳冠宏 (香港)
桃太郎機車車友之一，也是守男的父親。是當地的小型船舶公司‧佐渡船舶的社長，與桃太郎也是技術員朋友的關係。在桃太郎遭逮捕的非常時刻，為了保護心羽而要求守男去她家看看狀況。
雉田（きじた）
声：前野朋哉(日本)；翁瑞陽 (台灣)；伍博民 (香港)
警官，也是桃太郎機車車友之一。是個喜歡機車 岡山縣警局的機車隊警員。由於桃太郎遭到逮捕而努力奔走要讓他獲得保釋，並以警察間的上下關係以及警視廳與岡山縣警（地方警察）的管轄權不同，以及他人脈的力量要阻礙這件事。還與佐渡一起負責對付渡邊。
森川郁美（もりかわ いくみ）
声：清水理沙 (日本)；李明幸 (台灣)；顧詠雪 (香港)
心羽之母。故事開始時就已經過世。舊姓為志島（しじま），是志島汽車創始人兼会長志島一心的獨生女。曾有在美國卡內基美隆大學留學的經驗，非常擅長軟體的程式開發。回國後進入志島汽車擔任社員，並負責開發汽車的資訊科技，並提出自動駕駛技術的開發計畫。但她那領先時代的視野，卻不被父親為首的經營高層接受，還因為渡邊的介入，造成父女的感情失和。因此被下放到志島集團名下的某間小公司「志島技研」，但也因此與最能理解她夢想的桃太郎相遇。與桃太郎一起熱情投入開發的過程中產生感情，並因此結婚而生下心羽，但卻因為正在開發的技術測試中遭遇意外而不幸去世。
森川桃太郎（もりかわ ももたろう）
声：江口洋介 (日本)；林谷珍 (台灣)；簡懷甄 (香港)
心羽的父親。是自己一個人經營汽車保養廠「森川汽車」的汽車技師。有感於當地老年人駕駛造成的危險，因此留下郁美，親手完成自動駕駛技術並提供給當地使用，但卻讓渡邊盯上這個技術，並陷害他讓他遭到警視廳拘禁。基本上雖然沉默寡言而態度冷淡，但卻是個活著就要發揮自己用處的率直男人。渡邊則諷刺他是「憨直」的人。
原來是志島技研的技術員，同時也是測試駕駛員。從故鄉岡山的高級工業職業學校畢業後前往東京，並以派遣員工的身分進入志島技研，還是前不良少年。有感於郁美的夢想，因此與她一起進行自動駕駛技術的開發。但卻在失去郁美後，離開志島技研，並發誓要以汽車技師的身分一邊養育心羽一邊活下去。愛用的外套是作為脫離不良少年後的自我風格，也因此被當地的孩子稱為 森川爺（オラジャー），但那樣的造型還是讓女兒（心羽）感到吃驚。
與郁美一起追求夢想的過程中，除了吸收到她的技術，自己的技師也幫助到她的開發，因此被屬於郁美派的志島集團研究員・技術員稱為傳説的技術員並私底下秘密地崇拜他。
志島一心（しじま いっしん）
声：高橋英樹 (日本)；林谷珍 (台灣)；袁德基 (香港)
志島汽車的創始人兼會長。是郁美的父親，也是心羽的外公。面對即將到來的2020年東京奧運而想要將志島汽車的無人車技術投入進去，並急於進行開發。內心中對於自己無法注意這個跨時代的技術感到悔恨，並因此想要為愛女的死贖罪，且一直為與女兒決裂的事情感到後悔，但也因此遭到渡邊的利用。

### 夢中的人們
安雪哈特(エンシェン・ト・ハート)
声：高畑充希 (日本)；林美秀 (台灣)；王慧珠（香港）
森川心羽在夢中的虛擬形象，名字意為古代之心。
喬伊(ジョイ)
声：釘宮理惠 (日本)；林慕青 (台灣)；張彩虹 (香港)
雖然現實世界中是心羽的絨毛娃娃，但在心羽的夢中，由安雪利用魔法將「心羽」的咒語放入它的體內而活了起來，它也是最能理解安雪的好友。經常與安雪在一起並給予她建議。在安雪不出現後，就以心羽的隨從身分服侍她。另外對於本來沒有出現在心之國的人（例如中途闖入的守男以及故事後半段出現的心羽）也會負責對他們進行解說。
哈茲(ハーツ)
現實世界中是配備森川家自動駕駛技術的邊車，但在夢中因為安雪放入「心羽的魔法」，因此可以從邊車型態變身成機器人。但也因此造成安雪遭到拘禁，並因此與魔法平板電腦一起遭到封印。
桃子(ピーチ)
声：江口洋介 (日本)；林谷珍 (台灣)；簡懷甄 (香港)
森川桃太郎在夢中的虛擬形象。
貝旺(ベワン)
声：古田新太(日本)；李香生 (台灣)
渡邊一郎在夢中的虛擬形象。
心之島国王
声：高橋英樹(日本)；林谷珍 (台灣)；鄧肇基 (香港)
志島一心在夢中的虛擬形象。
守男(モリオ)
声：滿島真之介(日本)；鍾少庭 (台灣)
被心羽捲入到他的夢中而登場的「夢中的守男」代替被抓的桃太郎而與安雪（＝心羽）一起展開拯救之旅。從安雪的話中觀察整個狀況後，得出「等你下一次領來後就會不記得這個夢」的結論，但因此遭安雪斥責他「沒有夢想」。
雉雞(タキージ)
声：前野朋哉(日本)；翁瑞陽 (台灣)
桃子和安雪的夥伴。並前來告知桃子遭貝旺抓走的事情，並與猴子一起阻擋貝旺一行人，讓安雪和莫利歐能夠逃走。聲音與模樣與現實世界的雉田相似。
猴子(ウッキー)
声：高木渉(日本)；蔡宇軒 (台灣)
桃子和安雪的夥伴。與雉雞一起通知桃子被抓的事情並一起阻擋貝旺一行人，讓安雪和莫利歐能夠逃走。聲音與模樣與現實世界的佐渡相似，讓守男因此將他搞錯成自己的父親。
伊瓦伊(イワイ)
声：白鳥哲

## 工作人員
- 原作・劇本・導演 -神山健治
- 角色設定原案 - 森川聰子
- 演出 - 堀元宣，河野利幸，黃瀨和哉
- 分鏡 - 神山健治，堀元宣，クリストフ・フェレラ，橘正紀
- 阿初設定原案 - コヤマシゲト
- 角色設定 - 佐佐木敦子
- 機械設定 - 清水洋，伊津野妙子
- 怪獸設定- クリストフ・フェレラ
- 配角設定 - 辻智子
- 道具設定 - 辻智子，木村雅広
- 總作画監督 - 佐々木敦子，黄瀬和哉
- 作画監督 - エロール・セドリック，末澤慧，山内英子，雪村愛，鹿間貴裕，中村悟，山本祐希江，小磯由佳，近藤圭一，辻智子，西村郁，塚本知代美，君島繁，堀元宣，新井浩一
- 效果作画監督 - 竹内敦志
- 原画 - 井上俊之，西尾鉄也，エロール・セドリック
- 色彩設計 - 片山由美子
- 色彩設計補佐 - 菅原美佳
- 美術監督 - 鮫島潔，日野香諸里
- 美術補佐 - 本田敏恵，大森崇，芳野滿雄
- 美術設定 - 木村雅広，高橋武之
- 3D監督 - 塚本倫基
- 3D布景 - 佐藤千織
- 編輯 - 村上義典
- 攝影監督 - 田中宏侍
- 音樂 - 下村陽子
- 主題曲 - 森川心羽「Day・Dream・believer」[11]（日本華納音樂）
- 音響監督 - はたしょう二
- 製作 - 中山良夫，石川光久，高橋雅美，桜井徹哉，堀義貴，長澤一史，峠義孝，井上伸一郎，沢桂一，藪下維也，高橋誠，坂本健
- 行政製作人：門屋大輔，高橋望，森下勝司
- 企画 - 奧田誠治
- 製作人 - 岩佐直樹，櫻井圭記
- 初級製作人- 櫛山慶，佐藤圭介
- 線上製作人- 山下賢治，小川拓也
- 配給 - 日本華納家庭娛樂
- 製作協力 - Production I.G，XEBEC，MADHOUSE，GAINAX，中村プロダクション，他
- 動畫製作 - SIGNAL.MD
- 製作幹事 - 日本電視台放送網
- 製作 - 「午睡公主」製作委員会（日本電視台放送網，Production I.G，華納兄弟電影，博報堂DYメディアパートナーズ，Horipro，Hulu，萬代，KADOKAWA，VAP，讀賣電視台放送，KDDI，ローソンHMVエンタテイメント，札幌電視台，宮城電視台，靜岡第一電視台，中京電視台，廣島電視台，福岡放送，西日本放）

## 製作
- 2016年4月18日時，發表將會在2017年上映本長編動畫「午睡公主 ～不為人知的故事～」的消息，並同時發表森川心羽及阿初的原畫圖片，故事舞台‧岡山・兒島的背景美術圖片[12][13]。

## 得獎
- 第41回日本奧斯卡獎最優秀動畫作品獎
- 本作也在第45屆安妮獎的最佳動畫片獎中獲得提名[14]（但該屆得獎作品為『戰火下的小花』）。

## 關連書籍
- 〈角川文庫〉 小說 午睡公主 ～不為人知的故事～ 著：神山健治

| 卷數 | 角川書店      | 角川書店               | 台灣角川      | 台灣角川               |
| 卷數 | 發售日期      | ISBN                   | 發售日期      | ISBN                   |
| ---- | ------------- | ---------------------- | ------------- | ---------------------- |
| 全   | 2017年2月25日 | ISBN 978-4-04-102629-8 | 2017年7月13日 | ISBN 978-986-473-766-6 |

- 〈角川翼文庫〉 午睡公主 ～不為人知的故事～ 作：神山健治，插畫：よん

2017年3月10日、ISBN 978-4-04-631693-6
- 〈Walker雜誌〉 神山健治Walker

2017年3月29日、ISBN 978-4-04-895966-7
- 〈影像導覽〉 午睡公主 ～不為人知的故事～ 官方導覽

2017年3月30日、ISBN 978-4-04-105565-6
- 〈漫畫〉 午睡公主 ～不為人知的故事～ 漫画：一花ハナ，作：神山健治（單行本全2卷）

| 卷數 | KADOKAWA      | KADOKAWA               | 台灣角川       | 台灣角川               |
| 卷數 | 發售日期      | ISBN                   | 發售日期       | ISBN                   |
| ---- | ------------- | ---------------------- | -------------- | ---------------------- |
| 1    | 2017年4月10日 | ISBN 978-4-04-105458-1 | 2017年7月20日  | ISBN 978-986-473-814-4 |
| 2    | 2017年12月9日 | ISBN 978-4-04-106298-2 | 2018年11月26日 | ISBN 978-957-564-567-0 |

## 衍生作品
『安雪與魔法的平板電腦～另一個午睡公主～』是以本作的安雪為主角的短篇動畫。
該作也是本作的前傳。
該作先於電影上映，並於2017年3月上旬在在動画配信服務網站「Hulu」開始配信。同年4月15日開始在影碟出租店提供出租。

## 備注
1. ↑  .   [2018-09-01]. （原始内容存档于2016-11-24）.
2. ↑  高木渉，高畑充希主演的動畫電影『午睡公主』 （页面存档备份，存于）,ORICON STYLE,2016年12月4日
3. ↑  つばさ文庫版p.25
4. ↑  台灣譯作澤西爺、澤西老大，中國大陸譯作惡羅服
5. ↑  中國大陸譯作恩星
6. ↑  中國大陸譯作皮奇
7. ↑  中國大陸譯作貝萬
8. ↑  中國大陸譯作塔齊吉
9. ↑  中國大陸譯作烏其
10. ↑  . ORICON STYLE. 2016-11-24  [2016-11-24]. （原始内容存档于2016-11-24）.
11. ↑  神山健治描述父與女兒故事的新作「午睡公主」，「大英雄天團」工作人員也來參加 （页面存档备份，存于）ナタリー(2016年4月18日), 2017年4月9日閲覧。
12. ↑  神山健治導演闊別5年的長篇新作「午睡公主　不為人知的故事」17年上映 （页面存档备份，存于）電影.com(2016年4月18日), 2017年4月9日閲覧。
13. ↑  午睡公主：獲得安妮獎提名　高畑充希，滿島真之介挑戰聲優的話題作 （页面存档备份，存于）MANTAN WEB(2017年12月05日), 2017年12月05日閲覧。
14. 1 2  . アニメ!アニメ!. 2017-02-09  [2017-05-04]. （原始内容存档于2017-02-11）.
15. ↑  . アニメ!アニメ!. 2017-04-03  [2017-05-04]. （原始内容存档于2017-04-03）.

## 外部連結
- 『午睡公主　～不為人知的故事～』官方網站[]
- 電影『午睡公主』官方推特的X（前Twitter）
- 互联网电影数据库（IMDb）上《午睡公主～不為人知的故事～》的资料（英文）